# Claus Vastrup
Claus Vastrup (født 24. marts 1942) er en dansk økonom. Han blev cand.polit. i 1966 og professor og dr.oceon. ved Aarhus Universitet i 1983.
Vastrup var overvismand i De Økonomiske Råd fra 1988 til 1993, og er medlem af bestyrelsen i Danske Bank.